# Johann Friedrich Christmann
Pour les articles homonymes, voir Christmann.
Johann Friedrich Christmann (en français Jean-Frédéric Christmann), né le 9 septembre 1752 à Ludwigsbourg et mort le 21 mai 1817 à Heutingsheim (un quartier à Freiberg am Neckar), est un musicien allemand.

## Biographie
Johann Friedrich Christmann naît le 9 septembre 1752 à Ludwigsbourg.
Il grandit dans une atmosphère musicale agréable, fréquentant souvent les académies données par l'excellent orchestre de la cour du Wurtemberg, et il est lui-même compétent en tant que claviériste et flûtiste. Il fréquente le gymnasium de Stuttgart en 1762 en vue d'une carrière scientifique, mais étudie ensuite la théologie à Tübingen (1770-74). En 1777, il s'installe à Winterthour, où il est précepteur à la cour où il achève la préparation de son Elementarbuch der Tonkunst. Deux ans plus tard, il perd l'œil droit lors d'une expérience avec un gaz inflammable pour un aérostat ; après récupération, il devient tuteur à la cour de Karlsruhe, où il rencontre l'abbé Vogler. En 1784, il se marie et devient pasteur à Heutingsheim et Geisingen, où il sert pour le reste de sa vie.
On lui doit de nombreuses productions musicales et des Éléments de musique (Spire, 1782). 
Il meurt le 21 mai 1817 à Heutingsheim.